# Schachtjor Qaraghandy
Der FK Schachtjor Qaraghandy (kasachisch: Шахтёр Қарағанды Футбол Клубы / Schachtjor Qaraghandy Futbol Kluby, russisch: ФК Шахтёр Караганда / FK Schachtjor Karaganda) ist ein kasachischer Fußballverein aus der zentralkasachischen Industriestadt Qaraghandy. Der 1958 gegründete Verein spielte seit der Unabhängigkeit Kasachstans 1992 bis 2024 ununterbrochen in der höchsten Spielklasse des Landes. Der größte Erfolg des Vereins ist der Gewinn der kasachischen Meisterschaft in den Jahren 2011 und 2012. Daneben steht ein Gewinn des Kasachischen Pokals aus dem Jahre 2013 zu Buche. Der Name (Шахтёр – „Bergarbeiter“) leitet sich vom wichtigsten Industriezweig der Region Karaganda ab, dem Bergbau. Seit jeher ist der Verein ein Symbol der Bergarbeiter der zentralkasachischen Region. Die Vereinsfarben sind Orange-Schwarz.

## Geschichte

### Sowjetische Meisterschaft
1957 erreichte Schachtjor in der regionalen Meisterschaft der Kasachischen SSR die Endrunde. Zuvor setzt sich das Team in einer von drei Sechsergruppen mit neun Siegen und einer Niederlage durch, in der Finalrunde belegte der Verein den dritten Rang. Zum damaligen Kader gehörten: Wjatschelsaw Tschussow, Kobbas Ibrajew, Boris Judin, Boris Seliwanow, Wiktor Seliwanow, Dmitri Prochorow, Pawel Kasakow, Anatoli Tschernow, Leonid Abgolz, Nikolai Chrustaljow (Spielführer), Gennadi Nowikow, Senonas Merkjawitschus, Juri Schiwnowitsch, Wiktor Orlow, Siegfried Mezenatow, Alexander Konowalow und Ewgeni Baschirow. Trainer der Mannschaft war Wassili Gilew.
1958 wurde der Klub in die 5. Zone der Klasse B (2. Liga innerhalb der UdSSR) aufgenommen. 1962 gewann die Mannschaft eine der Zonenmeisterschaften der zweiten Liga und setzte sich in zwei Qualifikationsspielen um den Aufstieg in die Klasse A (1. Liga innerhalb der UdSSR) im ukrainischen Odessa gegen Lokomotive Gomel mit 1:0 in der Addition durch. Schütze des goldenen Tores war Wiktor Abgolz. Durch diesen Erfolg sollte Schachtjor den Kairat Alma-Ata als Vertreter der Kasachischen SSR im sowjetischen Fußballoberhaus ersetzen, verblieb aber aufgrund der Entscheidung der kasachischen Führung, die zugunsten des Hauptstadtclubs getroffen wurde, in der Zweitklassigkeit. Nach diesem Erfolg wurde das heimische Stadion auf eine Kapazität von 28.000 Zuschauern ausgebaut. 1967 wurde Schachtjor Meister in einer der drei Zonen der zweiten Gruppe der Klasse A (2. Liga), verlor aber das Aufstiegsspiel in die sowjetische Eliteklasse im usbekischen Taschkent gegen Dinamo Kirowabad mit 0:1. Nach elf Jahren Zweitligazugehörigkeit stieg der Klub 1973 aus der zweiten Liga ab, 1982 und 1983 scheiterte das Team als Zonenmeister der dritthöchsten Liga in den Qualifikationsspielen an der Rückkehr in die zweite Spielklasse.
Insgesamt wurden in den Jahren 1958 bis 1991 in der sowjetischen Meisterschaft 1241 Spiele bestritten, darunter waren 567 Siege, 295 Unentschieden und 379 Niederlagen bei einer Tordifferenz 1718:1313. Die meisten Spiele bestritt Waleri Lukjantschuk mit 365 Einsätzen. Bester Torschütze war Nikolai Igamberdyjew mit 182 Treffern. Mit elf Spielzeiten in der zweithöchsten Liga der Sowjetunion ist Schachtjor nach Kairat Alma-Ata die zweitbeste Mannschaft Kasachstans.

### Kasachische Meisterschaft
Seit 1992 spielt Schachtjor in der höchsten kasachischen Liga und war nach der Unabhängigkeit Kasachstans einer der Gründungsmitglieder der kasachischen Obersten Liga. In seiner ersten Saison in der neuen Liga erreichte der Verein den siebten Platz. Schachtjor ist eine von nur zwei Mannschaften, neben Irtysch Pawlodar, die an allen Austragungen der kasachischen Eliteklasse teilnahmen. In der Spielzeit 1995 führte die Mannschaft lange Zeit die Tabelle an, musste sich allerdings am Ende der Saison mit den Bronzemedaillen begnügen. Diese bis dahin beste Platzierung erreichte Schachtjor ebenfalls in den Jahren 2007 und 2009. In der Spielzeit 2001 beendete Schachtjor die Hinrunde als Tabellenletzter, konnte seine Leistung in der Rückrunde steigern und den vor dem Abstieg rettenden zwölften Tabellenplatz zum Saisonabschluss sichern, der die schlechteste Platzierung der Mannschaft aus Karaganda darstellt. Dem Verein wurden in der Saison 2008 aufgrund eines verschobenen Spiels gegen Wostok Öskemen neun Punkte abgezogen. Der Gegner wurde ans Tabellenende strafversetzt, durfte aber dennoch 2009 in der Premjer-Liga antreten. 2010 qualifizierte sich die Mannschaft in der Vorrunde für die Meisterschaftsrunde, in der allerdings nach einer enttäuschenden Leistung mit vier Unentschieden und sechs Niederlagen bei keinem einzigen Sieg nur der sechste Rang erreicht werden konnte.
Im Jahr 2009 stand Schachtjor im Finale des kasachischen Pokals. In der hauptstädtischen Astana Arena erwies sich allerdings der FK Atyrau nach einem 0:1 als die stärkere Mannschaft. 2010 wurde erneut das Finale des kasachischen Pokals verloren. Wie im Jahr zuvor erlitt die Mannschaft eine 0:1-Niederlage, diesmal gegen Lokomotive Astana.
In der Saison 2011 konnte zum ersten Mal der langersehnte Meistertitel mit dem neu verpflichteten Cheftrainer Wiktor Kumykow gewonnen werden. Unter der Leitung des Fußballlehrers aus Russland konnte sich die Mannschaft am Ende der Spielzeit mit einem Vorsprung von vier Zählern vor dem Vizemeister Schetissu Taldyqorghan durchsetzten. Dabei konnte die bis dahin tabellenführende Mannschaft aus Taldyqorghan erst am vorletzten Spieltag im direkten Duell auswärts mit 2:0 besiegt und somit die Tabellenführung übernommen werden. Am letzten Spieltag wurde der Meistertitel durch einen 2:0-Heimerfolg gegen Lokomotive Astana gesichert.

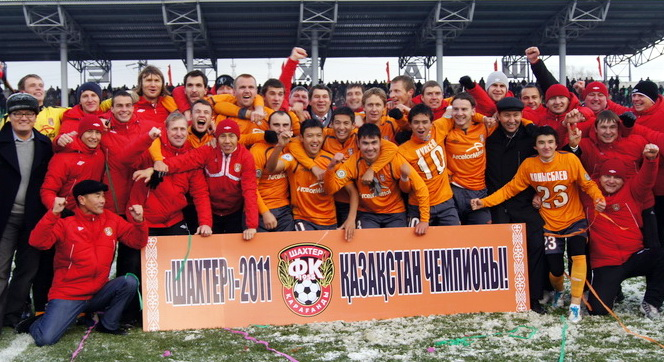
Das Meisterteam 2011

In der Folgesaison 2012 hat Schachtjor Qaraghandy den kasachischen Meistertitel erfolgreich verteidigt, als am vorletzten Spieltag der Premjer-Liga das Team von Kaisar Qysylorda im heimischen Stadion mit 3:0 klar besiegt wurde und somit den Punktevorsprung zu den Verfolgern uneinholbar vergrößerte. Zudem schaffte das Team aus Karaganda den Sprung ins Halbfinale des nationalen Pokals 2012, wo sie sich allerdings dem FK Astana geschlagen geben mussten.
Nach zwei erfolglosen Finalteilnahmen wurde am 10. November 2013 der erste Pokalgewinn gefeiert, als im Endspiel der FK Taras in der hauptstädtischen Astana Arena durch den Treffer von Sergei Chischnitschenko mit 1:0 geschlagen wurde.
2024 stieg Schachtjor Qaraghandy erstmals in seiner Vereinsgeschichte in die zweitklassige Erste Liga ab. Mit nur zehn Punkten und zwei Siegen belegte der Verein abgeschlagen den letzten Platz.

## Europapokalbilanz

Logo bis 2013

Durch den vierten Platz in der kasachischen Liga des Jahres 2005 durfte die Mannschaft an dem UEFA Intertoto Cup 2006 teilnehmen und scheiterte bereits in der ersten Runde am weißrussischen Vertreter MTZ-RIPA Minsk nach einer Heimniederlage 1:5 und anschließendem Auswärtssieg 3:1. Der dritte Rang 2007 ermöglichte dem Verein die zweite Teilnahme an einem europäischen Pokal. In der ersten Qualifikationsrunde für den UEFA-Pokal 2008/09 traf der Klub auf den ungarischen Verein Debrecen VSC und schied nach 1:1 und 0:1 aus dem Wettbewerb aus. Nachdem Schachtjor erneut den dritten Platz in der kasachischen Liga des Jahres 2009 belegt hatte, durfte der Verein an der ersten Qualifikationsrunde für die neu geschaffene UEFA Europa League 2010/11 teilnehmen und scheiterte auch in seinem dritten Anlauf nach zwei Niederlagen bereits an der ersten Hürde Ruch Chorzów.
Nachdem Lokomotive Astana, dem kasachischen Pokalsieger von 2010, die Teilnahme an der Qualifikationsrunde für die UEFA Europa League 2011/12 von der UEFA aus lizenztechnischen Gründen verwehrt wurde, wurde Schachtjor Qaraghandy als Pokalfinalist für den Wettbewerb nominiert. Der Klub konnte sich in der ersten Runde gegen den slowenischen Drittplatzierten FC Luka Koper durchsetzen und scheiterte in der zweiten Qualifikationsrunde an dem irischen Verein St Patrick’s Athletic.
Nachdem auch im Folgejahr die Qualifikationsrunde gegen den tschechischen Vertreter Slovan Liberec verloren wurde, gelang es, im Jahre 2013 durch Siege gegen BATE Baryssau und Skënderbeu Korça, erstmals für einen kasachischen Verein, die Play-off-Runde der Champions League zu erreichen. Das Play-off-Hinspiel in Kasachstan gewann die Mannschaft gegen die favorisierten Schotten von Celtic Glasgow mit 2:0. Da vor diesem Spiel im Rahmen eines Rituals ein Schaf geschlachtet wurde, drohte die UEFA dem Verein im Wiederholungsfall mit Sanktionen. Im Rückspiel musste sich Schachtjor durch ein entscheidendes Gegentor in der Nachspielzeit mit 0:3 geschlagen geben. Dadurch wurde die erstmalige Teilnahme an der Gruppenphase der Champions League zwar verpasst, aber es gelang die erstmalige Qualifikation für die Gruppenphase der UEFA Europa League. Dabei wurde nach zwei Unentschieden gegen den AZ Alkmaar und Maccabi Haifa bei vier Niederlagen der vierte und letzte Gruppenplatz belegt, infolgedessen Schachtjor Qaraghandy aus dem weiteren Wettbewerb ausscheiden musste. Trotzdem stellt dieses Abschneiden den bisher größten Erfolg auf internationaler Ebene des Vereines.
| Saison  | Wettbewerb                    | Runde                  | Gegner                | Gesamt          | Hin     | Rück          |
| ------- | ----------------------------- | ---------------------- | --------------------- | --------------- | ------- | ------------- |
| 2006    | UEFA Intertoto Cup            | 1. Runde               | MTZ-RIPA Minsk        | 4:6             | 1:5 (H) | 3:1 (A)       |
| 2008/09 | UEFA-Pokal                    | 1. Qualifikationsrunde | Debrecen VSC          | 1:2             | 1:1 (H) | 0:1 (A)       |
| 2010/11 | UEFA Europa League            | 1. Qualifikationsrunde | Ruch Chorzów          | 1:3             | 1:2 (H) | 0:1 (A)       |
| 2011/12 | UEFA Europa League            | 1. Qualifikationsrunde | FC Luka Koper         | 3:2             | 1:1 (A) | 2:1 (H)       |
| 2011/12 | UEFA Europa League            | 2. Qualifikationsrunde | St Patrick’s Athletic | 2:3             | 2:1 (H) | 0:2 (A)       |
| 2012/13 | UEFA Champions League         | 2. Qualifikationsrunde | FC Slovan Liberec     | 1:2             | 0:1 (A) | 1:1 n. V. (H) |
| 2013/14 | UEFA Champions League         | 2. Qualifikationsrunde | BATE Baryssau         | 2:0             | 1:0 (A) | 1:0 (H)       |
| 2013/14 | UEFA Champions League         | 3. Qualifikationsrunde | KF Skënderbeu Korça   | 5:3             | 3:0 (H) | 2:3 (A)       |
| 2013/14 | UEFA Champions League         | Play-offs              | Celtic Glasgow        | 2:3             | 2:0 (H) | 0:3 (A)       |
| 2013/14 | UEFA Europa League            | Gruppenphase           | AZ Alkmaar            | 1:2             | 1:1 (H) | 0:1 (A)       |
| 2013/14 | UEFA Europa League            | Gruppenphase           | PAOK Thessaloniki     | 1:4             | 1:2 (A) | 0:2 (H)       |
| 2013/14 | UEFA Europa League            | Gruppenphase           | Maccabi Haifa         | 3:4             | 2:2 (H) | 1:2 (A)       |
| 2014/15 | UEFA Europa League            | 1. Qualifikationsrunde | FC Schirak Gjumri     | 6:1             | 2:1 (A) | 4:0 (H)       |
| 2014/15 | UEFA Europa League            | 2. Qualifikationsrunde | Atlantas Klaipėda     | 3:0             | 0:0 (A) | 3:0 (H)       |
| 2014/15 | UEFA Europa League            | 3. Qualifikationsrunde | Hajduk Split          | 4:5             | 4:2 (H) | 0:3 (A)       |
| 2021/22 | UEFA Europa Conference League | 2. Qualifikationsrunde | FCSB Bukarest         | 2:2 (5:3 i. E.) | 0:1 (A) | 2:1 (H)       |
| 2021/22 | UEFA Europa Conference League | 3. Qualifikationsrunde | Kolos Kowaliwka       | 0:0 (3:1 i. E.) | 0:0 (A) | 0:0 (H)       |
| 2021/22 | UEFA Europa Conference League | Play-offs              | Maccabi Tel Aviv      | 1:4             | 1:2 (A) | 0:2 (H)       |

Gesamtbilanz: 36 Spiele, 12 Siege, 8 Unentschieden, 16 Niederlagen, 42:46 Tore (Tordifferenz −4)

## Stadion
Der Verein trägt seine Heimspiele im 19.000 Zuschauer fassenden Schachtjor-Stadion aus, das 1958 erbaut und 2001 modernisiert wurde. In der Spielzeit 2011 war das Schachtjor-Stadion in Karaganda das am meisten besuchte Stadion in der kasachischen Premjer-Liga. 2011 haben durchschnittlich 6.666 Fußballfans pro Spiel das Stadion besucht.

## Zuschauer und Fans
Der Verein wird von der Ultra-Gruppierung U-GROUND unterstützt, die zu den größten Gruppen des Landes zählt und auch den Eishockeyverein HK Saryarka Karaganda unterstützt.

## Sponsoren
Der Hauptsponsor des Vereins ist der weltweit größte Stahlproduzent ArcelorMittal. Ausrüster des Vereins ist der Sportartikel-Hersteller Adidas.

## Erfolge und Statistiken

### Meisterschaftserfolge
- Kasachische Meisterschaft:
  - Meister: 2011, 2012
  - 3. Platz: 1995, 2007, 2009
- Sowjetische Meisterschaft:
  - Zonenmeister in der zweiten Liga: 1962, 1967
  - Zonenmeister in der dritten Liga: 1982, 1983

### Pokalerfolge
- Kasachischer Pokalsieger: 2013
- Kasachischer Pokalfinalist: 2009, 2010, 2021
- Kasachischer Supercupsieger: 2013

### Torschützenkönige
| Spieler              | Saison | Tore |
| -------------------- | ------ | ---- |
| Jewgeni Lunew        | 2002   | 16   |
| Andrei Finontschenko | 2003   | 18   |
| Ihar Sjankowitsch    | 2013   | 15   |

### Historische Ligaresultate
- Höchster Sieg: 9:2 gegen FK ZSKA Almaty 1992
- Höchste Niederlage: 1:6 gegen Irtysch Pawlodar 2005

### Rekordtorschützen
Treffsicherster Angreifer in Diensten von Schachtjor ist Andrei Finontschenko, der für die Mannschaft aus Karaganda 103 Tore erzielte.
| Platz | Name des Spielers       | Tore | Zeitraum                         |
| ----- | ----------------------- | ---- | -------------------------------- |
| 01.   | Andrei Finontschenko    | 103  | 2001–2016                        |
| 02.   | Ruslan Imankulow        | 96   | 1992–2005                        |
| 03.   | Sergei Jegorow          | 38   | 1993–1996, 2002–2003             |
| 04.   | Jewgeni Lunew           | 36   | 1996–1998, 2000–2002, 2005, 2009 |
| 05.   | Wladimir Krawtschenko   | 26   | 1992–1993, 1996–1997             |
| 06.   | Sergei Chischnitschenko | 25   | 2011–2013, 2017                  |
| 07.   | Askar Abildajew         | 23   | 1995–1997                        |
| 07.   | Oleg Kornienko          | 23   | 2001–2008                        |
| 09.   | Ivan Perić              | 21   | 2005–2006, 2008–2009             |
| 10.   | Gediminas Vičius        | 19   | 2010–2014                        |

Bemerkung: Gezählt wurden nur Ligatreffer. Tore in nationalen und internationalen Pokalwettbewerben wurden nicht mit einbezogen. Stand: Ende der Saison 2017.

### Rekordspieler
2005 stellte Ruslan Imankulow mit 364 absolvierten Ligapartien für Schachtjor den Rekord für die meisten Ligaspiele auf.
| Platz | Name des Spielers    | Einsätze | Zeitraum                              |
| ----- | -------------------- | -------- | ------------------------------------- |
| 01.   | Ruslan Imankulow     | 364      | 1992–2005                             |
| 02.   | Andrei Finontschenko | 344      | 2001–2016                             |
| 03.   | Berik Rachimbekow    | 218      | 1992–1996, 1998–2001                  |
| 04.   | Sergei Mischtschenko | 209      | 1992–1999                             |
| 05.   | Oleg Kornienko       | 204      | 2001–2008                             |
| 06.   | Jewgeni Tarassow     | 195      | 2002–2005, 2009–2019                  |
| 07.   | Igor Soloschenko     | 180      | 1996–2001, 2003–2004, 2006–2009, 2011 |
| 08.   | Sergei Jegorow       | 152      | 1993–1996, 2002–2003                  |
| 09.   | Jewgeni Lunew        | 146      | 1996–1998, 2000–2002, 2005, 2009      |
| 10.   | Wladimir Kaschtanow  | 143      | 2001–2006                             |

Bemerkung: Gezählt wurden nur Ligaspiele. Spiele in nationalen und internationalen Pokalwettbewerben wurden nicht mit einbezogen. Stand: Ende der Saison 2019.

### Torschützenliste in UEFA-Wettbewerben
| Spieler                 | Tore |
| ----------------------- | ---- |
| Andrei Finontschenko    | 6    |
| Sergei Chischnitschenko | 4    |
| Ulan Konysbajew         | 4    |
| Aldin Ðidić             | 3    |
| Mihret Topčagić         | 3    |
| Roger Cañas Henao       | 2    |
| Schambyl Kukejew        | 2    |
| Roman Murtasajew        | 2    |
| Nikola Vasiljević       | 2    |
| Maqsat Baischanow       | 1    |
| Michail Gluschko        | 1    |
| Sergei Malyj            | 1    |
| Nilton Mendes           | 1    |
| Ivan Perić              | 1    |
| Nikola Pokrivač         | 1    |
| Veaceslav Rusnac        | 1    |
| Toktar Schangylyschbai  | 1    |
| Ihar Sjankowitsch       | 1    |
| Jewgeni Tarassow        | 1    |
| Rafael Urasbachtin      | 1    |

## Bekannte ehemalige Spieler
| Kasachstan - Askar Abildajew (1988–1991, 1995–1997) - Qairat Äschirbekow (2008) - Dmitri Bjakow (2005, 2008) - Wjatscheslaw Erbes (2011) - Sergei Gridin (2012) - Alexander Grigorenko (2007–2012) - Waleri Jablotschkin (1991) - Alexander Kirow (2011–2012) - Alexander Kislizyn (2006–2010) - Oleg Kornienko (2001–2008) - Schambyl Kukejew (2011–2013) - Dawid Lorija (2004–2008) - Dmitri Ogai (1990–1991) - Maksim Samtschenko (2001–2002, 2007–2008) - Eduard Sergienko (2008) - Sergei Skorych (2010) - Igor Soloschenko (1996–2011) - Murat Sujumaghambetow (2008) - Jewgeni Tarassow (2006) - Murat Tleschew (2000, 2001–2002) - Denis Wolodin (2008) | GUS und ehemalige Sowjetunion - Robert Arsumanjan (2016) - Geworg Ghasarjan (2013) - Sergei Mošnikov (2018) - Sergei Zenjov (2019–2020) - Eduards Višņakovs (2012–2013) - Gediminas Vičius (2010–2014) - Viorel Frunză (2011) - Ruslan Mingazow (2020) - Denys Ljaschko (2004) - Serhij Tkatschuk (2012–2013) - Shavkat Salomov (2014) - Andrej Parywajeu (2011–2015) - Ihar Sjankowitsch (2013) - Aljaksej Sutschkou (2010) - Aljaksandr Waladsko (2018) | Europa - Aldin Ðidić (2010–2015) - Danijel Majkić (2012) - Mihret Topčagić (2014–2015) - Nikola Vasiljević (2011–2015, 2016–2017) - Plamen Dimow (2015) - Korede Aiyegbusi (2017) - Moshtagh Yaghoubi (2016) - Erfan Zeneli (2016) - Mateo Mužek (2018) - Nikola Pokrivač (2014–2015) - Marko Simonovski (2016) - Desley Ubbink (2015–2016) - Saša Đorđević (2008–2010) - Ivan Perić (2005, 2008–2009) - Dušan Petronijević (2011) - Milanko Rašković (2011) - Borut Semler (2013) - Lukáš Droppa (2018–2019) - Milan Pacanda (2008) - Jiří Valenta (2017) - Jan Vošahlík (2015) - Egon Vůch (2018) | Afrika - Didier Kadio (2017) - Gideon Baah (2020–2021) - Samson Godwin (2009) - Jimmy Mulisa (2010) | Südamerika - Roger Cañas (2012–2013) - Nilton Mendes (2004, 2006) - Aubrey David (2015) |

## Bekannte ehemalige Trainer
- Juha Malinen (2007)
- Wiktor Kumykow